# Сростноглоточные
Сростноглоточные  (лат. Pharyngognathi, от лат. Pharynx — глотка и греч. γναθικός — челюстной) — подотряд костистых рыб (Teleostei), отличающийся тем, что нижнеглоточные кости срастаются или тесно соединены между собой. Сюда относятся несколько семейств преимущественно морских рыб разных поясов: рифтовых рыб (Pomocentridae), губановых (Labridae) и др. Данный таксон в настоящее время вышел из употребления.